# Crepidomanes mettenii
Espèce
Crepidomanes mettenii est une fougère épiphyte tropicale de la famille des Hyménophyllacées.

## Description
Cette espèce a les caractéristiques suivantes :
- le rhizome est long, couvert de poils foncés ;
- la fronde est flabellée, assez profondément lobée ;
- l'indusie est insérée dans le limbe : elle est tubulaire, évasée
- la columelle est assez courte.

Comme toutes les espèces du genre, elle compte 36 paires de chromosomes.

## Distribution et habitat
Cette espèce est originaire d'Afrique tropicale occidentale : Côte d'Ivoire, Guinée (y compris dans l'île d'Annobón), Sierra Leone...
Elle est épiphyte, sur des arbres des forêts tropicales humides.

## Historique
Cette espèce a été décrite une première fois par Georg Heinrich Mettenius à partir d'un exemplaire collecté par Gustav Mann en Afrique occidentale tropicale près du fleuve Bagru (en Sierra Leone). Il lui donne le nom de Trichomanes subsessile. Après son décès en 1866, Friedrich Adalbert Maximilian Kuhn assure la publication de sa description.
Par cette dénomination, il crée un homonyme avec Trichomanes subsessile Splitg., espèce décrite en 1840 (voir  Trichomanes pedicellatum Desv.).
En 1906, Carl Frederik Albert Christensen la renomme du nom de son descripteur pour lever l'homonymie.
En 1963, Günther W.H. Kunkel la déplace dans le genre Vandenboschia : Vandenboschia mettenii (C.Chr.) G.Kunkel .
Enfin, en 2006, Atsushi Ebihara et Jean-Yves Dubuisson la placent définitivement dans le genre Crepidomanes sous genre Crepidomanes section Crepidomanes.

## Position taxinomique
Elle compte trois synonymes liés aux révisions de la famille :
- Trichomanes mettenii C.Chr.
- Trichomanes subsessile Mett.
- Vandenboschia mettenii (C.Chr.) G.Kunkel